# José Bernardo Michiles
José Bernardo Michiles (? — ?) foi um político brasileiro.
Foi presidente da província do Amazonas, de 24 de setembro a 25 de novembro de 1867.